# Pyrgauchenia sarasinorum
Pyrgauchenia sarasinorum är en insektsart som beskrevs av Gustav Breddin 1901. Pyrgauchenia sarasinorum ingår i släktet Pyrgauchenia och familjen hornstritar. Inga underarter finns listade i Catalogue of Life.